# Thijs Verhagen
Thijs Verhagen (né le 22 mai 1981 à Veghel) est un coureur cycliste néerlandais. Professionnel de 2001 à 2004 et spécialiste du cyclo-cross, il a été champion du monde de cyclo-cross espoirs en 2002.

## Palmarès en cyclo-cross
- 1997-1998
  -  Champion des Pays-Bas de cyclo-cross juniors
- 1998-1999
  -  Champion des Pays-Bas de cyclo-cross juniors
  -  Médaillé de bronze au championnat du monde de cyclo-cross juniors
- 2000-2001
  - 2e du championnat des Pays-Bas de cyclo-cross espoirs
- 2001-2002
  -  Champion du monde de cyclo-cross espoirs
  -  Champion des Pays-Bas de cyclo-cross espoirs
- 2002-2003
  -  Champion des Pays-Bas de cyclo-cross espoirs
  - Superprestige espoirs
  -  Médaillé de bronze au championnat du monde de cyclo-cross espoirs